# Een laatste kans
Een laatste kans is een lied van de Nederlandse zanger André Hazes jr. Het werd in 2014 als single uitgebracht en stond in hetzelfde jaar als vijfde track op het album Mijn beste vriend.

## Achtergrond
Een laatste kans is geschreven door Jeroen Englebert en geproduceerd door Jeroen Englebert en Pim Koopman. Het is een nummer uit het genre levenslied. In het lied vraagt de liedverteller aan zijn geliefde of zij hem nog een laatste kans gunt, nadat hij zelf de zoveelste fout heeft begaan. 

## Hitnoteringen
De zanger had weinig succes met het lied in het Nederlands taalgebied. Er was geen notering in de Single Top 100 en ook de Top 40 werd niet bereikt. Bij laatstgenoemde was er wel de 26e plaats in de Tipparade. In de Vlaamse Ultratop 50 was er eveneens geen notering; hier kwam het tot de 59e positie van de Ultratip 100.